# Burger Island
Burger Island é um jogo eletrônico desenvolvido pela empresa brasileira TechFront e publico para PC pela eGames, Nintendo DS e Wii pela Destineer.

## O jogo
O jogo segue uma temática de fast food, levando o jogador a controlar a personagem Patty Melton, assumindo o controle de um restaurante localizado numa ilha tropical. A jogabilidade inclui grelhar hamburguês, cozinhar batatas e fazer milk shakes para os clientes, com a ajuda do garçom Pierre e um misterioso vendedor de receitas chamado Tiki.

## Ligações Externas
- Burger Island na TechFront (em inglês)
- Burger Island na Destineer (em inglês)
- Burger Island na eGames (em inglês)